# سامبسون كارتر
سامبسون كارتر (بالإنجليزية: Sampson Carter)‏ مواليد 11 سبتمبر 1990 في باتون روج، هو لاعب كرة سلة أمريكي. بدأ مسيرته الاحترافية في سنة 2014. يبلغ طوله 6 قدم 8 بوصة (2.0 م). لعب مع نادي ماديرا لكرة السلة في الدوري البرتغالي لكرة السلة.

## روابط خارجية
- سامبسون كارتر على موقع كرة السلة الأوروبية.كوم (الإنجليزية)
- سامبسون كارتر على موقع كلية كرة السلة في سبورتس رفرنس.كوم (الإنجليزية)
- سامبسون كارتر على موقع ريلجم (الإنجليزية)
- سامبسون كارتر على موقع بروبوليرز (الإنجليزية)